# Кызылчин
Кызылчин (в верховье Караайры) — река в Кош-Агачском районе Республики Алтай РФ.

## Гидрография
Длина реки 20 км, впадает в Чаган-Узун — приток Чуи. В 16 километрах от устья, по правому берегу реки впадает река Акайры.
Система водного объекта: Чаганузун → Чуя → Катунь → Обь → Карское море.

## Цветные горы
Расстояние от Чуйского тракта (от поворота на село Чаган-Узун) — 7,5 километров. Местность отличается большой концентрацией полиметаллических руд, что и придаёт ей такой вид.

## Данные водного реестра
По данным государственного водного реестра России относится к Верхнеобскому бассейновому округу, водохозяйственный участок реки — Катунь, речной подбассейн реки — Бия и Катунь. Речной бассейн реки — (Верхняя) Обь до впадения Иртыша.